# Leptotarsus (Longurio) variceps
Leptotarsus (Longurio) variceps is een tweevleugelige uit de familie langpootmuggen (Tipulidae). De soort komt voor in het Oriëntaals gebied.